# アル＝カラジ
ムハンマド・イブン・ハッサン（フサイン）・カラジ、アル＝カラジ（生年不詳-1019年ないし1029年没）は、イランの数学者、水文学者であり、バグダッドのダル・アル・ヒクマの館員であり、アブー・ライハーン・アル・ビールニー、ザカリーヤ・アル・ラーズィー、アブー・アリー・シーナーと同時代人であり、数学的帰納法と水文学の発明者であった。
カラジの科学的業績は、1853年にドイツの東洋学者フランツ・ヴェプケが彼の『アル・ファクリ』の著書の一部を分析してフランス語で出版するまで、最近まで知られていなかった。ウォプケは著書の中で、フィボナッチの研究の大部分はムスリムの数学者、特にカラジから得たものであることを証明した。
カラジは算術と代数の科学において重要な研究と著作を残している。カラジは代数学の原理を確立し、数の根源を見つけ、方程式を解くことで、イランと世界の科学の歴史において重要な役割を果たした。応用科学と工学の分野でも、カラジは新しいアイデアと価値ある著作を残している。

## 生涯
カラジは数学の基礎を習得し、10世紀初頭にバグダッドへ向かった。バグダッドの宰相（ファフル・アル・ムルク）が暗殺された後、彼の支持者は街を放棄してカラジに戻ったと言われている（ヒジュラ暦403年（1013年）またはそれ以前）。そこで、マヌーチェフル・ビン・カーブース国王の大臣兼特別秘書であり、イランの博学な詩人兼作家でもあったアブ・ガネム・マルフ・ビン・ムハンマドの要請により、カラジは「地球の内部水とその抽出法」に関する論文を執筆した。その過程は応用研究であり、カラジの最高傑作である。その結果が『隠された水の抽出』という本である。

## カラジ時代のイランの状況
カラジの生涯はイスラム文明の黄金時代であった。この期間の大部分において、サーマーン朝は古代の慣習を復活させ、ファラルード、ホラーサーン、スィスタン、レイ、ゴルガーンを統治した。この時期には、ブワイフ朝、ズィヤール朝、その他の地方の王たちもイラン全土をカリフの支配から解放した。この時代の終わり、すなわち4世紀後半から5世紀前半にかけて、サーマーン朝と他のいくつかのイラン首長国はガズナ朝に取って代わられ、イランの一部はアフラースィヤーブ朝の首長の手に落ちたが、ガズナ朝はサーマーン朝の伝統に従い、アフラースィヤーブ朝はサーマーン朝の組織に大きな変更を加えなかったため、その統治からその時代におけるイラン文明と矛盾する結論を導くことはできず、特にガズナ朝をトルコ系の国家に数えることはできない。
この時期、イランは独立していたものの、バグダッドとの関係はあらゆる面で維持され、政治面でも、科学・文学面でも、その都市の地位はイランを含むすべてのイスラム諸国に影響を及ぼした。アル＝ムッタキ（329年 - 333年）とアル＝ムスタキフィ（333年 - 334年）のカリフ時代、カリフの状況は非常に不安定だった。首長国要求者の闘争は激化し、その闘争活動はバグダッドの人々が常に不安、無秩序、貧困、飢餓の中で暮らすようになるまでになり、その都市の住民の多くは故郷を離れ、他のイスラム諸国へ移住することを余儀なくされた。バグダッドの宗教情勢も非常に混乱していた。狂信者、特にアフマド・イブン・ハンバルの信奉者たちが大きな力を得て、街の治安を乱していたからである。カリフには権力がなく、首長たちは互いに争うのに忙しかったため、誰もこの状況を止めることができなかった。当時のカリフの状況は、自らを解放するためにブワイフ朝に助けを求めざるを得ない状況にまで達していた。この援助の結果、このとき（ヒジュラ暦334年）から447年、つまりセルジューク朝時代まで、バグダードはブワイフ朝に占領され、こうしてイランの支配の新たな時代が始まった。ブワイフ朝はアッバース朝のカリフに対して非常に強い権力を持っており、カリフの解任や就任も彼らによって行われた。彼らの統治下で、バグダッドは古代の繁栄を取り戻し、病院、天文台、その他多くの建物が建設され、文明と文化が発展し、人々の平和と安全が回復された。

## 実績

### 代数学
ディオファントスやアブー・アル・ファラビーなどの著述家も高次の冪乗について言及していたが、これらの冪乗を含む表現の代数を最初に開発したのはカラジであったようだ。彼の見解では、絶対数と幾何量の両方の未知の量は、「根」、「辺」、または「オブジェクト」（両方とも現代の「x」に相当）である可能性があり、またはそれらは、マール (x2)、カアブ (x3 )、マールのマール (x4 )、カアブのマール (x5 )などと見なされ、各項は「オブジェクト」と前の項の積である。 
カラジは、これらの異なる種類の量を「度」と呼んでいる (度は、10進法の計算で10の異なる累乗の位置を表すときにも使用される用語である)。カラジはまた、1はすべての累乗に共通する数である (1はそれ自身のすべての累乗に等しいため) と述べている。さらに、各次数（xn）ごとに、対応する成分（1/xn) は、その構成要素を掛け合わせるとそれぞれ1になるという性質があると考えられている。これに応じて、カラジは、加算、減算、乗算、除算、二乗（= 平方根）の通常の算術規則をモデルにした規則を使用して、「二乗（マール）の二乗と4つの三乗（カアブ）から6つの単位を引いたもの」( x4 + 4x3 - 6 )や「5つの三乗の三乗から2つの根と3つの単位を引いたもの」(5x6 −[ 2x2 +   3 ] )などの式に対処することで、彼の方式を拡張している。
ラシュディ・ラシッドは、位取り計算に基づく多項式代数のこのモデル化を「計算代数」と呼んでいる。カラジはこの傾向の先駆者の一人であり、代数計算における彼の成功がそれほど大きくなかったのは独創性の欠如ではなく、むしろ負の数を理論に組み込む方法がなかったためである。
例えば、カラジはaとbが正であるときa – ( – b) = a + bのような規則は知っていたものの、a – (– b) = – ( – a – b)という規則は発見していなかったと推測される。彼の方法では一般に負の値を1つ減算する必要があるため、2つの多項式の除算方法を拡張してすべてのケースをカバーすることができなかった。同様の理由で、多項式の平方根（√x4 + 4x3 - 6　など）を求める方法も発見できなかった。
象徴的な量を扱う規則は、カラジの死後 70 年後にバグダッドで生まれたと思われるサミュエル・イブン・ヤヒヤ・アル・マグリブの医学書の中に見出される。アル・カルジーの著書『アル・ファクリ』の注釈である彼の著作『アル・バヒル・フィルム・アル・ヒサブ』（「計算に関する素晴らしい本」の意）では、記号の規則のより難しい部分を説明している。

### 水文学
カラジは、地下水の出現とその抽出方法の分野で革新的な理論、方法、発明を開発したことで、イランと世界の工学史上輝かしい人物とみなされている。
カラジは、ある地点から別の地点への水の流れは、2地点間の水位差に依存すると考えていた。彼は著書『隠された水の抽出』の中で、泉がどのようにして誕生したのかについて書いている。
... 水源から地球の中心までの距離が、水が地球の表面に現れて流れたり噴出したりする場所からの距離よりも遠くない限り、地球の表面や内部に水が流れたり、泡立ったり（噴出したり）することはない。湧き水の状態は、これ以外にはあり得ない。
カラジは、地下水は3つの方法で形成されると信じてた。第一に、雨水や雪が求心力の法則に従って地面の亀裂に浸透すること、第二に、水蒸気が地面の亀裂に浸透して蒸留すること、第三に、地中にある水蒸気が上昇して水に変わることである。彼は水と雨の生成について次のように述べている。
神は、地球のほとんどの亀裂や鉱脈を満たすように水を創造し、余分な水は海に流れ込んだ。したがって、ほとんどの水の源と起源は雪と雨、そして水から空気への変化、そして空気から水への変化にあるに違いない…
カラジが論じるもう一つの重要な問題は、地震が新しい泉の枯渇や出現に与える影響である。カラジが言うには、
地震が発生すると、泉が噴出し、時には新しい泉が現れたり、泉の位置が別の場所に移動したりする。その理由は、地下に水脈があり、そこを通って地上の泉から水が湧き出しており、その鉱脈の周囲の土壌が硬い（浸透しにくい）ためである。地下で凝縮した水蒸気が放出されて地震が起こり、その地震がこれらの水源の導管に衝突して土壌に亀裂が生じ、地球の中心に近い場所に別の水源の穴が開くと、水はそれらの穴の1つから噴き出し、最初の導管は遮断される。おそらくこの蒸気は、地下に閉じ込められた水の貯留層を破壊し、地表への道を開き、新たな泉を作り出すだろう。これはよく見かける事象である。

### 重力と地球の球形の発見
カラジは著書『隠された水の抽出』の中で、球形性、重力、そして数世紀後にヨーロッパの科学者（ガリレオ、ケプラー、ニュートンなど）によって提唱された平衡と運動の法則について明確に述べている。彼が言うには、
地球は、そのすべての山、平原、谷、高地とともに球形をしている。神はそれを宇宙の中心に置き、宇宙は永久運動でこの中心の周りを永遠に回転するが、その位置は非常に小さい。全能の神は世界全体を創造したので、そこには空虚さは存在しない。神は、天、星、火、空気、水、地のそれぞれに特定の場所を割り当てており、それらがその場所から分離されると、再び移動してその場所に戻る。このため、土や水などの重い物体はこの中心に到達しようとする。物体が重ければ重いほど、中心への欲求は大きくなりる。そして、地球の表面よりも高い建物や場所についても同様で、その崩壊や破壊は、その求心力と地球の球形の結果である。
カラジは球形への到達が平衡状態に到達するための要素であると考え、球形からの逸脱は動きを引き起こし、動きは常に中心と球形に到達する方向であると信じていた。そのため、山の存在や地球表面の凹凸が、地球の運動のバランスを崩す要因や手段であると考えていた。この点について彼はこう言っている。
「…そして神は地の塵を様々な種類に創造した。これはすべて、水が地の表面を覆い、元の球形に戻らないように、静止して流れを止めるためである…」

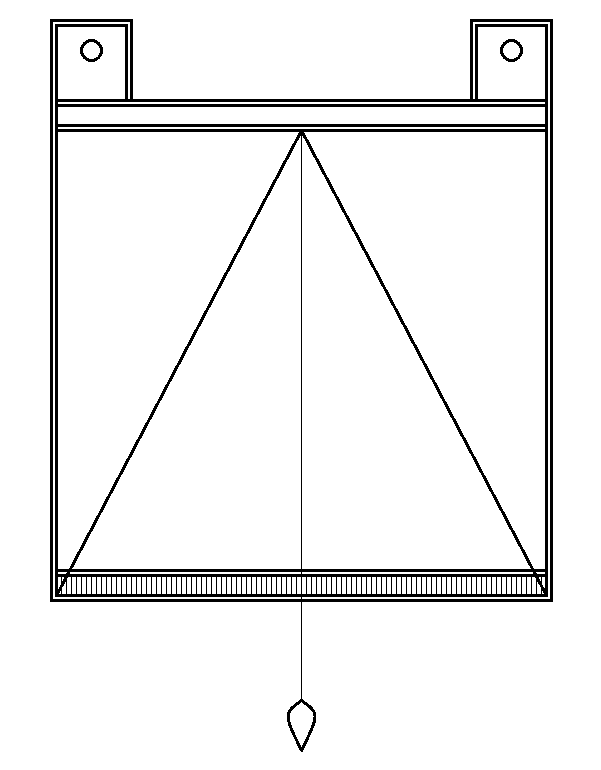
カラジ発明の正方形レベル

彼は区間上の算術演算を体系的に応用することで代数学の新しい基礎を確立し、彼の有名な著書『アル・ファクリ』は多項式代数を初めて説明したものとなった。カラジは、非単語表現や文に算術演算を適用しようとした。

### 測量技術
おそらく、測量法を最初に提案したのはカラジである。彼が提示した水道床の方向と傾斜を導く方法は、数学的原理の点では今日の地下測量で行われている方法と全く同じであり、その実施方法がわずかに異なるのは、当時は利用できなかった セオドライトなどの道具によるものである。

### 数学の革新
カラジは代数学と算術において多くの革新をもたらしたが、彼以前には、アル・フワーリズミーとアブー・カミル・シュジャ・イブン・アスラム・アル・マスーリーがこの分野でほんの一歩を踏み出したに過ぎなかった。

### 二次方程式以上の解法
代数学においては、彼はアル・フワーリズミーを超えて、2次以上の方程式を扱った。

### 数学的帰納法
古代ギリシャには帰納法の原理を適用した論理的な例があるが、数学において数学的帰納法を最初に使用した人物はカラジであり、彼は西暦1000年頃に二項展開に取り組む際にこの手法を使用した。

## 名前の不一致
最近まで、一部の研究者は誤ってアブー・バクル・アル・カラジーをカルキと書き、彼をバグダッドのカルクと関係があると考えていた。これに関しては、もともとドイツの東洋学者フランツ・ヴェプケが犯した間違いに基づいている。ヴェプケはカラジの研究に注目した最初の研究者である。 1853年、彼はカラジの本『アル＝ファクリ』の簡潔なフランス語訳を出版し、その序文も書いた。しかし、彼が翻訳に利用できた本はパリ図書館所蔵の『アル・ファクリの書』の写本であり、その写本ではカラジという名前が点が1つずれてカラキと誤って書かれていたため、ヴェプケはその歪みに注意を払わず、カラジをカルキ、バグダッドのカルク出身者として紹介した。ここから、この関係は有名になり、この主題について書かれた後の本では、ヨーロッパの言語であろうとアラビア語であろうと、彼の名前はカルキと書かれた。
ヴェプケの著作と『アル・ファクリ』の名声により、東洋学者たちはカラジの業績の重要性に気づき、1878年から1880年にかけて、ドイツの東洋学者アドルフ・ホッホハイムはカラジの著書『アル・カフィ・フィ・アル・ヒサブ』のドイツ語訳を3巻本で出版した。
1933年までカラジの著作に関する情報は「アル・ファクリ」と「アル・カフィ・フィ・アル・ヒサブ」の 2 冊に限られており、彼の誤った暗示であるカラキについては言及されていなかった。しかし1933年、イタリアの教授ジョルジョ・レーヴィ・デッラ・ヴィーダが東洋研究ジャーナルにカラジに関する重要な論文を発表し、その中でこの数学者に関するいくつかの歴史的問題について議論した。彼はさまざまな図書館で発見したカラジの本の写本をいくつか調べることで、研究者にとってカラジに関してこれまで生じていた誤りを修正した。
デッラ・ヴィーダが調査した写本の中には、バチカン図書館所蔵のカラジの著書『アル・バダイ・フィ・アル・ヒサブ』、ルイ・サバト図書館所蔵の『アル・カフィ・フィ・アル・ヒサブ』の写本、そして英国のオックスフォード大学のボドリアン図書館所蔵のカラジの著書『アル・ヒサーブ・アル・ジャッバール・ワ・アル・ムカバラ』の写本などがある。これらの写本ではすべて、著者名は「ハーخ」付きの「Karkhi」ではなく、「ジームج」付きの「Karaji」と書かれている。
しかし、今日では、デッラ・ヴィーダが引用した本の原稿に加え、カラジの本について書かれたすべての注釈にもカラジという名前が含まれているため、カラジの帰属の信憑性については疑いの余地はない。これらの根拠とは、
- ムハンマド・イブン・アフマド・イブン・アリ・アルシャフルズリによる『アルシャルフ・アルシャフィイー・ラクターブ・アルカーフィー・フィ・アルヒサブ』という本で、その写本はバニージャーメ図書館に所蔵されている。
- 同じ本『アルカーフィー』のアブー・アブドゥッラー・フサイン・イブン・アフマド・アルシカークによる別の説明で、その写本はサライ図書館に所蔵されている。「シャルフ・キターブ・アルカーフィー・フィ・アルヒサブ」の説明には、カラジと先述のジームの関係が書かれている。
- サミュエル・イブン・ヤヒヤ・アルマグリブによる『アルバーホル』の写本も存在し、ヒジュラ暦725年に書かれ、アヤソフィア図書館に所蔵されている。この本では、カラジという名前は30回以上登場するが、カルキという名前は一度も書かれていない。これとは別に、『隠された水』という本の序文自体が、カラジがバグダッドのカルフ出身ではないことの決定的な証拠となっている。なぜなら、彼自身がこの序文の中でこう述べているからである、

「私がイラクに入り、そこの人々は若者から老人まで、知識を愛し、科学を理解し、科学者を高く評価しているのを目にした。私が書いた算術と幾何学に関する本は…」。
彼自身は、どこか別の場所からイラクに来たと述べている。

## 著作

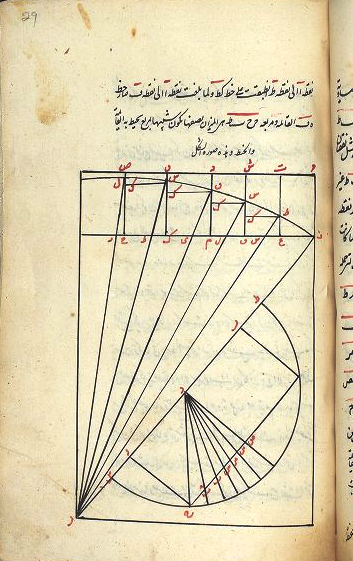
17 世紀に書かれた書籍『隠された水の抽出』の原稿からの画像。

- 『隠された水の抽出』（ホセイン・ハディーウジャム（ペルシア語版）によってペルシャ語に翻訳され、1966年にイラン財団によって出版された。）[23]
- 『アル・ファクリ』: 彼はこの本を代数計算の方法から始め、彼以前の代数学の本には見られなかったこの分野のための特別なセクションを作成した。
- 『アルカーフィー・フィ・アルヒサービー（計算における効果）』: 算術、幾何学、代数学に関する 70 のセクションが含まれている。
- 『ナフィス・アル・バディ・フィ・アル・ハサブ（計算における革新的な価値）』: ヒジュラ暦5世紀初頭までの代数学の知識の進歩を示している。
- 『算術、代数、比較、説明の原因』：根源に関する様々なセクションを網羅した研究。

- 『アル・ウクード・ワ・アル・アブニヤ』：建設と橋の建設に関する本
- 『インドの会計に関して』
- 『平方根』
- 『算数の質問と答え』
- 『会計と会計の概要』

カラジは他にも数冊の本を執筆しているが、そのうちのほんの一部だけが科学の年鑑や科学者による研究で言及されている。その中には、『アル・ダウズ』、『ナワダル・アル・アシュカル』、『フィ・アル・イスティクラ』、『キタブ・アル・ウサヤ』などが含まれる。
カラジの著書『アル・カフィ・フィ・アル・ヘサブ』はホッホハイムによってドイツ語に翻訳され、『アル・ファクリ・ギ・シナアト・アル・ジャッバール・ワ・アル・タラファ』はフランス語に翻訳された。デッラ・ヴィーダは、カラジのその他の2冊の本を初めて編集し、出版した。